# Jamie Wood
Pour les articles homonymes, voir Wood.
Jamie Wood est un footballeur caïmanien, évoluant comme attaquant, né le 21 septembre 1978 à Salford (Angleterre), est un ancien international des îles Caïmans (2 sélections en 2001). 

## Palmarès
- Championnat du Pays de Galles de football
  - Champion en 2005, en 2006, en 2007 et en 2010
  - Vice-champion en 2004 et en 2008
- Coupe du pays de Galles de football
  - Vainqueur en 2005
  - Finaliste en 2004
- Coupe de la ligue du Pays de Galles de football
  - Vainqueur en 2006, en 2009, en 2010 et en 2011